# Bulleteer
Bulleteer, il cui vero nome è Alix Harrower, è un personaggio dei fumetti creato da Grant Morrison e Yanick Paquette nel 2006, pubblicato dalla DC Comics.
È basato in parte sul personaggio della Fawcett Comics Bulletgirl.

## Biografia del personaggio
Alix Harrower era una ragazza di 27 anni che voleva vivere una vita relativamente normale, mentre suo marito Lance era uno scienziato che aspirava a diventare un supereroe. Egli aveva sviluppato una sottile pelle metallica che poteva legarsi col collagene, rendendo il tessuto praticamente indistruttibile. Lo provò su di sé, ma morì di asfissia; Alex, che venne toccata da Lance mentre stava per morire, venne coperta dal tessuto e portata all'ospedale, dove venne salvata grazie a un pezzo di pelle nuda coperta dall'anello nuziale.
La morte del marito e la scoperta che si dedicava alla pornografia di supereroi spinsero Alex al tentativo di suicidio, ma si imbatté invece in un relitto di un treno dal quale riuscì a salvare delle persone grazie alla superforza donatale dalla nuova pelle. Decise quindi di diventare una supereroina con il nome di "Bulleteer".
Successivamente diventa guardia del corpo e partecipa agli eventi legati a Sette Soldati della Vittoria, dopo i quali è apparsa nelle miniserie Crisi infinita, 52 e Crisi finale.